# Hầu Văn Lý
Hầu Văn Lý (sinh ngày 8 tháng 7 năm 1967) là một tướng lĩnh Công an nhân dân Việt Nam, cấp bậc Thiếu tướng và là chính trị gia người Việt Nam, dân tộc H'Mông. Ông hiện là đại biểu Quốc hội Việt Nam khóa XIV nhiệm kì 2016-2021, thuộc đoàn đại biểu quốc hội tỉnh Hà Giang, Ủy viên Ủy ban Quốc phòng và An ninh của Quốc hội, Phó chánh Văn phòng Bộ Công an Việt Nam. Ông lần đầu trúng cử đại biểu Quốc hội năm 2016 ở đơn vị bầu cử số 1, tỉnh Hà Giang gồm có thành phố Hà Giang và các huyện: Đồng Văn, Mèo Vạc, Yên Minh, Quản Bạ, Bắc Mê. Ông nguyên là Giám đốc Công an tỉnh Hà Giang.

## Xuất thân
Hầu Văn Lý sinh ngày 8 tháng 7 năm 1967 quê quán ở xã Phố Cáo, huyện Đồng Văn, tỉnh Hà Giang.
Ông hiện cư trú ở số 118 C, đường Lý Tự Trọng, tổ 11, phường Minh Khai, thành phố
Hà Giang, tỉnh Hà Giang.

## Giáo dục
- Giáo dục phổ thông: 12/12
- Đại học An ninh Nhân dân, chuyên ngành Điều tra tội phạm xâm phạm an ninh quốc gia
- Thạc sĩ luật
- Cao cấp lí luận chính trị

## Sự nghiệp
Ngày 3 tháng 11 năm 1992, Hầu Văn Lý gia nhập Đảng Cộng sản Việt Nam.
Ông từng là đại biểu hội đồng nhân dân tỉnh Hà Giang nhiệm kỳ 2011-2016.
Sáng ngày 10 tháng 4 năm 2015, Hầu Văn Lý, Phó Giám đốc Công an tỉnh Hà Giang được bổ nhiệm giữ chức vụ Giám đốc Công an tỉnh Hà Giang thay cho Thiếu tướng Nguyễn Văn Hùng nghỉ hưu.
Tháng 5 năm 2016, ông lần đầu ứng cử đại biểu Quốc hội Việt Nam khóa XIV. Lúc này ông đang là Ủy viên Ban Thường vụ Tỉnh ủy Hà Giang, Giám đốc Công an tỉnh Hà Giang.
Ông đã trúng cử đại biểu quốc hội năm 2016 ở đơn vị bầu cử số 1, tỉnh Hà Giang gồm có thành phố Hà Giang và các huyện: Đồng Văn, Mèo Vạc, Yên Minh, Quản Bạ, Bắc Mê, được 202.772 phiếu, đạt tỷ lệ 86,58% số phiếu hợp lệ.
Ngày 17 tháng 4 năm 2020, ông được Bộ trưởng Bộ Công an Việt Nam Tô Lâm bổ nhiệm giữ chức vụ Phó Chánh Văn phòng Bộ Công an.
Ông hiện là Thiếu tướng, Phó Cục trưởng Cục An ninh nội địa Bộ Công an, Ủy viên Ủy ban Quốc phòng và An ninh của Quốc hội.